# Togo Renan Soares
Togo Renan Soares, (João Pessoa, Paraíba, 22 de mayo de 1906 - Río de Janeiro, 17 de julio de 2002) fue un entrenador de baloncesto brasileño. Durante 20 años entrenó a Brasil, en la que se considera como la etapa más gloriosa del basket brasileño, Togo Renan Soares, más conocido como Kanela fue el responsable técnico de cinco medallas en mundiales, único entrenador en conseguir tal logro junto con Aleksandr Gómelski.

## Equipos
- 1948-1973  Flamengo
- 1951-1971 Brasil

## Palmarés
- Liga brasileña: 12
Clube de Regatas Flamengo: 1948, 1949, 1951, 1952, 1953, 1954, 1955, 1956, 1957, 1958, 1959 e 1960
- Copa de Brasil: 1
Clube de Regatas Flamengo: 1973